# Hatch Plain
La Hatch Plain è una piccola area pianeggiante e ricoperta di detriti situata a circa 1.350 m di altitudine, nella parte orientale dei Du Toit Nunataks, una serie di picchi nei Monti Read, che fanno parte della Catena di Shackleton, nella Terra di Coats in Antartide. 
Nel 1967 fu effettuata una ricognizione aerofotografica da parte degli aerei della U.S. Navy. Un'ispezione al suolo fu condotta dalla British Antarctic Survey (BAS) nel periodo 1968-71.
Ricevette l'attuale denominazione nel 1971 dal Comitato britannico per i toponimi antartici (UK-APC), in onore del geologo britannico Frederick Henry Hatch (1864–1932), autore di libri sulla petrologia dei sedimenti e delle rocce magmatiche.